# Бердых, Томаш
То́маш Бе́рдых (чеш. Tomáš Berdych; родился 17 сентября 1985 года в Валашске-Мезиржичи, Чехословакия) — чешский теннисист, бывшая четвёртая ракетка мира в одиночном разряде. Финалист одного турнира Большого шлема в одиночном разряде (Уимблдон-2010); победитель 15 турниров АТР (13 — в одиночном разряде); двукратный обладатель Кубка Дэвиса (2012 и 2013) и обладатель Кубка Хопмана (2012) в составе национальной сборной Чехии.

## Общая информация
Папа Мартин был машинистом поезда, а мама Гана — доктором.
Женат на Эстер Саторовой с июля 2015 года.
Бердых предпочитал корты с быстрым покрытием; сильными сторонами его игры считались подача и удар справа.
Является поклонником хоккея с шайбой, болеет за клуб НХЛ «Детройт Ред Уингз».
Тренеры
- Томаш Крупа (2009—2014)
- Даниэль Валлверду (2014—2016)
- Азуз Шимичич (2014—2019)
- Горан Иванишевич (2016—2017)
- Мартин Штепанек (2018—2019)

## Спортивная карьера

### Начало карьеры
Томаш Бердых играл в теннис с пятилетнего возраста. Выиграв юниорский (до 12 лет) чемпионат Чехии, он переехал в Простеёв, где было больше возможностей для занятий теннисом, после чего выиграл юниорские чемпионаты Чехии в возрастных группах до 14 и до 18 лет (последний — в шестнадцатилетнем возрасте). Перешёл в профессионалы в 2002 году, выиграл два турнира категории «фьючерс» и за год продвинулся на 800 позиций в рейтинге АТР. В 2003 году выиграл свои первые турниры серии «челленджер» в Сараево и Праге в парном разряде (оба с Михалом Навратилом), затем в Будаёрше (Венгрия) и Граце в одиночном разряде; дебютирует на турнире из серии Большого шлема Открытом чемпионате США, где сумел дойти до второго круга. В этом же сезоне дебютировал в сборной Чехии в Кубке Дэвиса во встрече со сборной Таиланда и выиграл оба своих матча, в парном и одиночном разрядах.
В начале 2004 года на Открытом чемпионате Австралии сыграл первый матч против игрока из первой десятки. Это был матч второго раунда против 4-го в мире Андре Агасси, которому Бердых уступил 0-6, 2-6, 4-6. В феврале впервые поднялся в рейтинге в первую сотню и победил на «челленджере» в Безансоне. В июне ему даются ещё два «челленджера» в Вайдене и Брауншвейге.
На Олимпиаде в Афинах Бердых, занимавший 79 место в рейтинге, добился сенсационной победы над первой ракеткой мира Роджером Федерером, затем победил 18-ю ракетку мира Томми Робредо и дошёл до четвертьфинала. На Открытом чемпионате США сумел добраться до четвёртого раунда. В начале октября в Палермо он выиграл свой первый турнир АТР. Закончил сезон в числе 50 сильнейших теннисистов мира.

### 2005—2006
Первая половина сезона 2005 года сложилась для Бердыха относительно неудачно. Стабильно выступая на турнирах мирового тура за первые полгода он не смог продвинуться по турнирной сетке дальше третьего раунда. Изменил эту неприятную для себя традицию в июле на турнире в Бостаде, где он сумел выйти в финал. В решающем матче турнира Бердых уступил Рафаэлю Надалю 6-2, 2-6, 4-6.
Затем он дошёл до четвертьфинала в Штутгарте и полуфинала в Вашингтоне. Следующий заметный результат он достигает только в конце сезона. В начале ноября Томаш Бердых выиграл первый в карьере турнир серии Мастерс в Париже, последовательно победив пятерых посеянных соперников, в том числе двух теннисистов из первой десятки мирового рейтинга, и продвинулся до 25 места в рейтинге.
Из удачных выступлений в первой половине 2006 года можно отметить выход в полуфинал на турнире в Аделаиде в самом начале сезона. В июне он вышел в финал турнира в Халле, где проиграл первому в мире Роджеру Федереру.
В июле ему удалось выйти в полуфинал в Штутгарте, а в августе в четвертьфинала на Мастерсе в Торонто. В октябре вышел в финал на турнире в Мумбае и четвертьфинал в Стокгольме. После выхода в полуфинал турнира Мастерс в Мадриде и четвертьфинал турнира этой же категории в Париже впервые вошёл в десятку сильнейших в одиночном разряде.

### 2007—2008

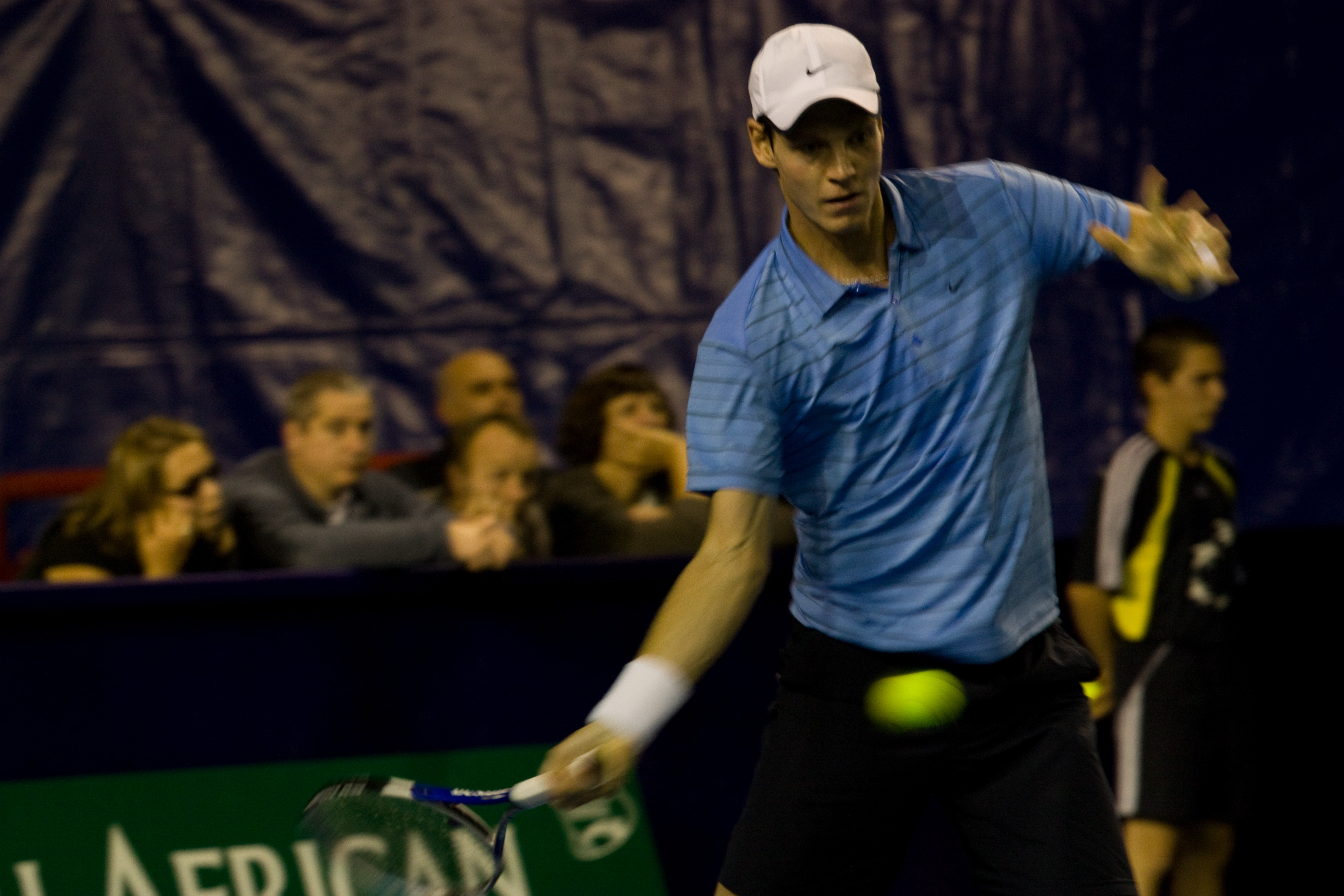
Бердых на турнире Мастерс в Париже 2008 года

Сезон начинает с выхода в четвертьфинал в Сиднее и четвёртый круг на Открытом чемпионате Австралии. Первый полуфинал в сезоне сыграл в апреле на турнире Мастерс в Монте-Карло. Затем он добирается до полуфинала в Мюнхене и четвертьфинала в Риме. В мае Бердых вывел чешскую команду в финал командного Кубка мира, где она уступила аргентинцам.
В середине сезона выиграл турнир в Халле и дошёл до четвертьфинала на Уимблдоне. Этот четвертьфинал стал первым подобным в карьере Бердыха на турнирах Большого шлема. До этого он пять раз останавливался в шаге от четвертьфинала, доходя на этих турнирах до четвёртого круга. Благодаря выступлению на Уимблдонском турнире, он вернулся в десятку сильнейших.
В заключительной части сезона 2007 года можно отметить выход в четвёртый круг на Открытом чемпионате США, полуфинал в Бангкоке и Токио и четвертьфинал в Базеле. Год Бердых завершил на 14-м месте.
Сезон 2008 года для Бердыха начинается с четвертьфинала в Сиднее и четвёртого раунда на Открытом чемпионате Австралии. Затем на трёх турнирах подряд он проигрывал уже во втором раунде. В феврале выигрывает совместно с Дмитрием Турсуновым парные соревнования турнира в Роттердаме. На Мастерсе в Майами ему удается дойти до полуфинала.
Следующего хорошего результата он достиг в июле на турнире в Бостаде, где он вышел в финал. На Олимпиаде в Пекине в третьем круге Бердых, как и на предыдущей Олимпиаде, снова встретился с Федерером, но на сей раз победа осталась за первой ракеткой мира. В парном разряде они с Радеком Штепанеком выбыли из борьбы уже в первом круге. Осенью дошел до полуфинала в Бангкоке, а в начале октября сумел выиграть на турнире в Токио, переиграв в финале Хуана Мартина дель Потро 6-1, 6-4. Год Бердых завершил на 20-м месте в рейтинге.

### 2009

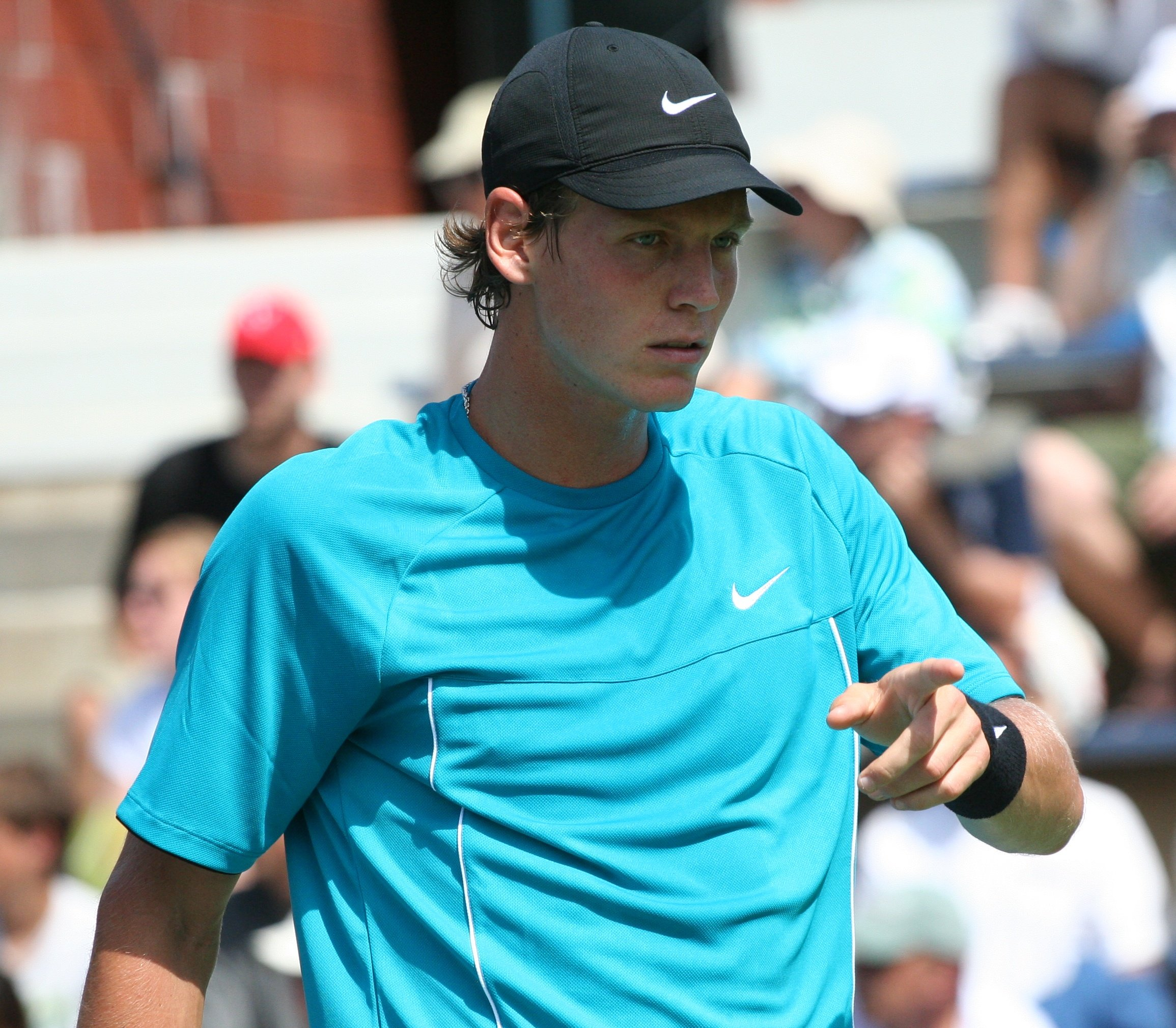
Бердых на Открытом чемпионате США-2009

Начало сезона у Бердыха получилось не самым лучшим образом. Лучшими результатами стали выход в четвёртый раунд на Открытом чемпионате Австралии и Мастерсе в Майами. После череды неудачных выступлений в мае ему все же удается завоевать титул на турнире в Мюнхене. Эта победа стала пятой для Бердыха в одиночных соревнования ATP-тура за карьеру. Однако далее череда неудачных выступлений на турнирах продолжилась и на Открытом чемпионате Франции он выбыл уже в первом раунде. Чуть лучше он выступил на Уимблдонском турнире, дойдя до четвёртого раунда.
В августе ему удалось занести в свой актив четвертьфиналы на турнирах в Вашингтоне и Мастерсе в Цинциннати. На открытом чемпионате США он выбыл на стадии третьего раунда. В заключительной части сезона лучшими результатами для него стали два четвертьфинала на турнирах в Токио и Куала-Лумпуре. В этом году Бердых помог сборной Чехии дойти до финала Кубка Дэвиса, где она уступила Испании с сухим счётом. Как и год назад в рейтинге по итогам года Томаш Бердых занял 20-е место.

### 2010
В начале сезона ему удается дойти до полуфинала турнира в Брисбене. Однако затем он дважды подряд проигрывает на стадии второго раунда в Сиднее и на Открытом чемпионате Австралии. В феврале он дважды дошёл до четвертьфинала в Сан-Хосе и Мемфисе. Такого же результат он добился и на Мастерсе в Индиан-Уэлсе. На следующем турнире из серии Мастерс в Майами ему удалось выйти в финал. По пути к нему он сумел переиграть в матче четвёртого круга действующего первого номера в мире швейцарца Роджера Федерера 6-4, 6-7(3), 7-6(6). В решающем матче он уступил Энди Роддику 5-7, 4-6.
Грунтовая часть сезона для него началась не очень успешно. В Монте-Карло он устпает в третьем раунде, а в Риме во втором. Не удается ему защитить прошлогодний титул на турнире в Мюнхене, где он проиграл в четвертьфинале Филиппу Пецшнеру. На главном турнире в году Открытом чемпионате Франции ему удается добиться лучшего своего результата в рамках турниров Большого шлема. Выиграв на турнире у таких теннисистов как Хорхе Агилар, Эдуар Роже-Васслен, Джон Изнер, Энди Маррей и Михаил Южный, Бердых сумел пробиться в полуфинал. В борьбе за выход в финал он уступил шведу Робину Сёдерлингу. Такого же результата он достиг и в парных соревнованиях.
Следующим турниром для него сразу становится Уимблдон, где ему удается лучшее в карьере выступление. Бердых сумел выйти в финал, переиграв в решающих раундах 1-го и 3-го сеянного Роджера Федерера и Новака Джоковича. В шаге от победы остановить его смог только Рафаэль Надаль.
| Стадия | Соперник (посев)   | Рейтинг | Счёт                    | Время матча |
| 1 круг | Андрей Голубев     | 89      | 7-6, 6-2, 6-2           | 1:55        |
| 2 круг | Беньямин Беккер    | 85      | 5-7, 6-2, 6-2, 6-4      | 1:51        |
| 3 круг | Денис Истомин      | 40      | 6-7, 7-6, 6-7, 6-3, 6-4 | 3:53        |
| 4 круг | Даниэль Брандс     | 50      | 4-6, 7-6, 7-5, 6-3      | 3:04        |
| 1/4    | Роджер Федерер (1) | 1       | 6-4, 3-6, 6-1, 6-4      | 2:35        |
| 1/2    | Новак Джокович (3) | 3       | 6-3, 7-6, 6-3           | 2:18        |
| Финал  | Рафаэль Надаль (2) | 2       | 3-6, 5-7, 4-6           | 2:12        |

После успешного для себя Уимблдонского турнира продолжил свои выступления в августе на турнире в Вашингтоне, где дошел до четвертьфинала. Тот же результат у него произошел и на следующем турнире в Торонто. Не слишком удачно Бердых выступил в Цинциннати, где проиграл в третьем раунде. На открытом чемпионате США он выбыл уже в первом раунде, уступив в трёх сетах Микаэлю Льодра. Последнюю часть сезона Бердых повел не слишком удачно. После попадания в четвертьфинал на турнире в Куала-Лумпуре на оставшихся турнирах ему не удалось выйти выше чем третьего раунда. Несмотря на это, в ноябре 2010 года Бердых достиг шестой позиции в рейтинге АТР. В конце сезона он впервые принял участие в финальном турнире года, но проиграл две встречи из трёх в группе Новаку Джоковичу и первой ракетке мира Рафаэлю Надалю и не попал в полуфинал.
В 2010 году Бердых три раза показывал свой лучший результат в турнирах Большого шлема, выйдя в полуфинал Открытого чемпионата Франции в одиночном разряде и мужских парах, а затем в финал Уимблдонского турнира в одиночном разряде. По итогам сезона он занял самое высокое в своей карьере 6-е место в рейтинге. Несмотря на то, что по выступлениям 2010 год стал для Бердыха самым успешным, ему не удалось за весь сезон выиграть ни одного турнира.

### 2011

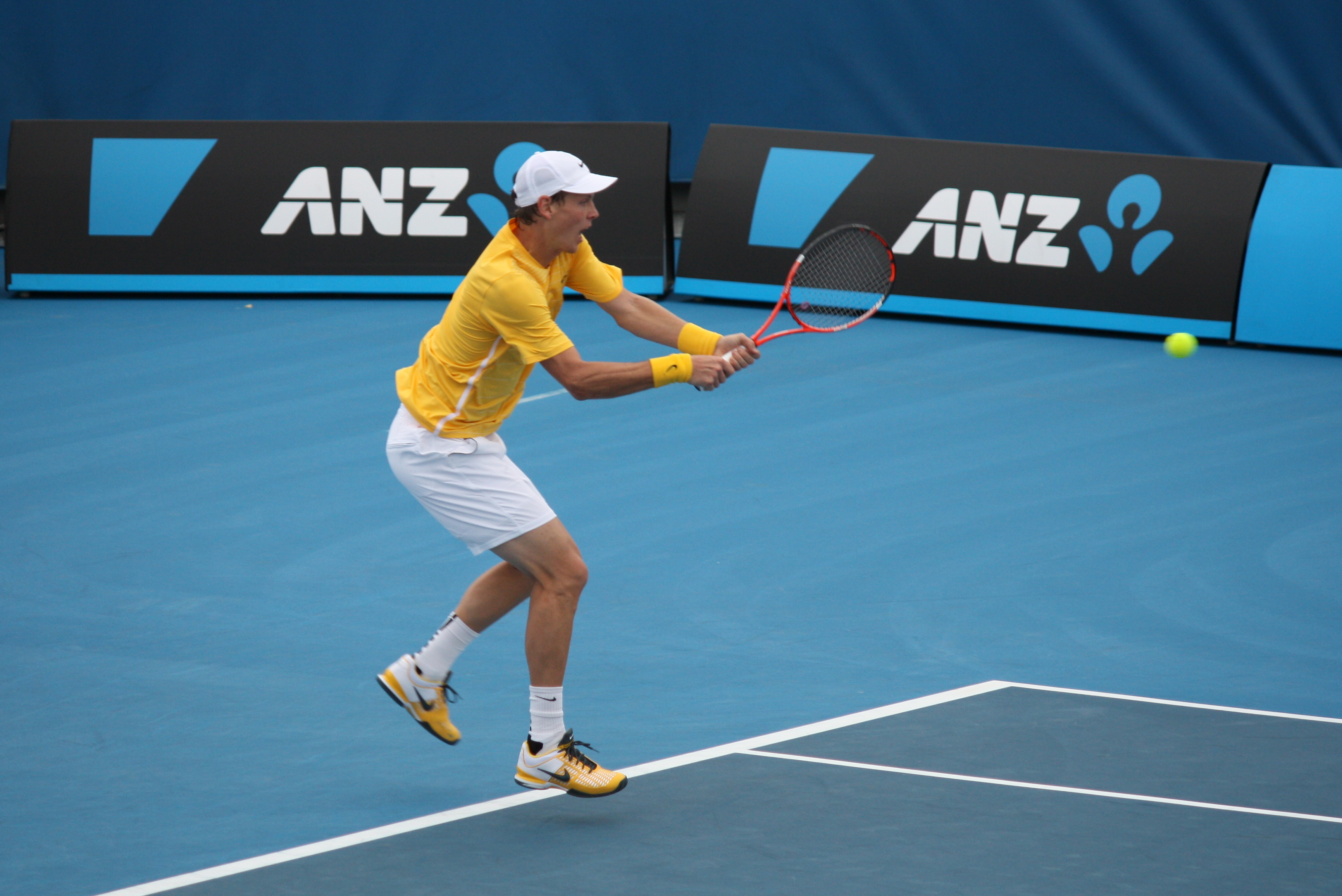
В матче Открытого чемпионата Австралии-2011

Стартовал Бердых с турнира в Ченнае, где дошёл до полуфинала. На Открытом чемпионате Австралии он впервые вышел в четвертьфинал, где проиграл будущему чемпиону Джоковичу. В феврале на турнирах в Роттердаме и Марселе достигает той же стадии, что и в Австралии. В конце февраля он дошёл до полуфинала в Дубае.
В марте в матче Кубка Дэвиса со сборной Казахстана он неожиданно проиграл 43-й ракетке мира Андрею Голубеву, что позволило казахам одержать сенсационную победу с общим счётом 3:2.
На мартовских турнирах серии Мастерс в Индиан-Уэлсе и Майами результата Бердыха четвёртый круг и четвертьфинал соответственно. Грунтовую часть сезона начал с выступления в Монте-Карло, где проиграл в третьем круге. Затем на двух Мастерсах в Мадриде и Риме дошёл до четвертьфинала. На турнире в Ницце добирается до полуфинала. На Открытом чемпионате Франции Бердых неожиданно оступился. Уже в первом раунде его вывел из борьбы игрок из второй сотни рейтинга Стефан Робер.
На предуимблдонском турнире в Халле Бердых добирается до полуфинала. На самом Уимблдонском турнире, где год назад он был финале, на этот раз он доходит лишь до четвёртого раунда, уступив американцу Марди Фишу. В июле он дошёл до полуфинала в Бостаде. В августе до четвертьфинала на Мастерсе в Монреале и полуфинала на Мастерсе в Цинциннати, где к тому же он переиграл в четвертьфинале Федерера. На открытом чемпионате США Бердыху вновь не удается выступить удачно (это единственный турнир Большого шлема, где он не сумел дойти до четвертьфинала). На этот раз он оступается в третьем раунде.
В октябре после ему наконец-то удалось победить на турнире ATP. Бердых выиграл титул в Пекине, переиграв в финале Марина Чилича 3-6, 6-4, 6-1. Последний раз он побеждал в туре почти два с половиной года назад. Затем на Мастерсе в
Шанхае он проигрывает в третьем раунде, а на турнире в Базеле выбывает уже в первом. Зато ему удалось хорошо завершить год, переиграв в четвертьфинале турнира Мастерс в Париже Энди Маррея (к тому моменту подвинувшего Федерера с третьей строчки в рейтинге) и дойдя в итоге до полуфинала, а в итоговом турнире года выиграть в группе две встречи из трёх и также дойти до полуфинала.
Этот сезон он провёл достаточно стабильно и занял по итогам 7-е место.

### 2012
Сезон этого года Бердых начинает с выступления на командном турнире Кубок Хопмана, где в составе сборной Чехии вместе с Петрой Квитовой ему удается завоевать чемпионский титул. Затем он принял участие в выставочном турнире в Мельбурне, где занял седьмое место. Первым официальным турниром в году для него становится Открытый чемпионат Австралии, где как и год назад он доходит до четвертьфинала. Уступил он только будущему финалисту Рафаэлю Надалю в четырёх сетах. Сразу после Австралийского чемпионата Бердыху удалось завоевать титул на турнире в Монпелье. В финале им был обыгран Гаэль Монфис 6-2, 4-6, 6-3. На турнире в Роттердаме ему удается дойти до полуфинала, а на турнире в Дубае до четвертьфинала. На первом в году турнире Мастерс в Индиан-Уэлсе Бердых завершил свои выступления в матче четвёртого круга, а в Майами даже в третьем, но затем реабилитировался на грунтовых кортах: полуфинал в Монте-Карло, финал в Мадриде и четвертьфинал в Открытом чемпионате Италии. После поражения в четвёртом круге Открытого чемпионата Франции от соседа по рейтингу Хуана Мартина дель Потро он неудачно провёл травяной сезон, в том числе проиграв в первом круге и на Уимблдоне, и на лондонской Олимпиаде, но к Открытому чемпионату США сумел восстановиться и сначала дошёл до финала в Уинстон-Сейлеме, а затем до полуфинала на самом Открытом чемпионате США. Ближе к концу года в Стокгольме он завоевал второй титул за сезон и принял в итоге участие в финале Мирового тура АТР, где, однако, сумел выиграть лишь один матч из трёх и в полуфинал не прошёл, что не помешало ему завершить год на шестом месте в рейтинге. Помимо индивидуальных успехов, он также добился хороших результатов в командных турнирах, дойдя со сборной Чехии до финала Кубка мира, а затем выиграв с ней Кубок Дэвиса. С начала года он выиграл в Кубке Дэвиса десять встреч подряд, обеспечив команде победы над Сербией и Аргентиной и проиграв лишь в одиннадцатой — Давиду Ферреру в четвёртой игре финального матча со сборной Испании.

### 2013
На Открытом чемпионате Австралии 2013 года Бердых в третий раз подряд остановился в четвертьфинале, проиграв, как и в 2011 году, будущему чемпиону Джоковичу. В феврале в матче Кубка Дэвиса против сборной Швейцарии Бердых принёс своей команде все три очка, обеспечив общую победу со счётом 3:2. В парной встрече они с Лукашем Росолом сражались со швейцарскими соперниками 7 часов и 2 минуты, установив новый рекорд продолжительности матча в Кубке Дэвиса и продолжительности парных игр в любом теннисном соревновании. В конце этого и начале следующего месяца Бердых дважды подряд играл в финалах турниров АТР в одиночном разряде, уступив в Марселе Жо-Вильфриду Тсонга, а в Дубае, где перед этим победил Федерера, — Джоковичу.
На протяжении грунтового сезона Бердых, не добираясь до финалов, играл тем не менее стабильно и надёжно, редко оступаясь раньше четвертьфинала. На Открытом чемпионате Италии ему впервые за три года удалось обыграть Джоковича, но в полуфинале его остановил возвратившийся на корт в оптимальной форме Рафаэль Надаль. Тем не менее в кульминационном турнире грунтового сезона — Открытом чемпионате Франции — Бердых проиграл уже в первом круге. На Уимблдоне ему удалось дойти до четвертьфинала. После выхода в полуфинал Мастерса в Цинциннати (за победой над второй ракеткой мира Энди Марреем в четвертьфинале последовало поражение от Надаля) он поднялся на пятое место в рейтинге — новый рекорд карьеры, но боли в правом плече не позволили ему развить успех дальше. На Открытом чемпионате США он проиграл в четвёртом круге Станисласу Вавринке.
Две победы Бердыха над соперниками из команды Аргентины помогли чехам второй год подряд дойти до финала Кубка Дэвиса. Окончание сезона для него включало вначале очередной вылет на групповом этапе финального турнира АТР (два поражения и одна победа), а затем второй подряд Кубок Дэвиса — на этот раз после победы над сербами. В финале он внёс в копилку сборной два очка — в одиночном разряде и в паре со Штепанеком, также проиграв одну одиночную встречу (Джоковичу).

### 2014—2015
2014 год принёс Бердыху два титула в турнирах АТР в одиночном разряде и один в парном. Уже в начале сезона он сначала выиграл в паре с Яном Гайеком турнир в Дохе, а затем показал свой лучший личный результат в одиночном разряде на Открытом чемпионате Австралии, выйдя в полуфинал после победы над Давидом Феррером — на тот момент третьим в мировой иерархии. В полуфинале чеха остановил Вавринка, в итоге завоевавший первый в карьере титул на турнирах Большого шлема. В феврале Бердых выиграл турнир серии АТР 500 в Роттердаме и дошёл до финала в Дубае, проиграв там Федереру. В марте в Майами и в мае в Мадриде на его пути дважды становился Рафаэль Надаль, занимавший в рейтинге первую строчку, а на Открытом чемпионате Франции Бердых проиграл в полуфинале 17-й ракетке мира Эрнесту Гулбису; перед этим Гулбис преподнёс ещё бо́льшую сенсацию, победив самого Федерера. Он стал таким образом первым с 2011 года теннисистом, который после победы над знаменитым швейцарцем на турнире «Большого шлема» не проиграл свой следующий матч.
Хотя Бердых некоторое время после Открытого чемпионата Франции показывал вполне рядовые результаты, их хватило, чтобы в июле подняться на пятую строчку мирового рейтинга, повторив свой личный рекорд. На Открытом чемпионате США он также дошёл до четвертьфинала, после чего проиграл со сборной Чехии в полуфинале Кубка Дэвиса французам, не сумев пробиться в финал этого турнира в третий раз подряд. В конце сентября и октябре Бердых предпринял новый рывок, проиграв в финале турнира АТР 500 в Пекине Джоковичу, успевшему снова возглавить рейтинг, а затем победив в Стокгольме. На итоговом турнире года он выиграл одну встречу из трёх на групповом этапе — у победителя Открытого чемпионата США Чилича, — разгромно проиграл две остальных Джоковичу и Вавринке и в полуфинал не вышел, закончив год на седьмом месте в рейтинге.́
В начале 2015 года Бердых, после выхода в финал в Дохе, обыграл в четвертьфинале Открытого чемпионата Австралии Рафаэля Надаля; это была его первая победа над Надалем после 17 поражений подряд и второй подряд полуфинал на этом турнире. В полуфинале чеха, однако, остановил Энди Маррей. Защищая в феврале прошлогодний титул в Роттердаме, Бердых проиграл Вавринке. Последовавшие затем поражения в полуфиналах турниров Мастерс в Индиан-Уэлс (от Маррея) и в Мадриде (от Надаля) и в финале в Монте-Карло (от Джоковича) не помешали Бердыху к середине мая вернуться в рейтинге на пятое место, а через неделю и улучшить своё личное достижение, достигнув четвёртой позиции.
Не лучшим образом сыграв на «Ролан Гаррос» и Уимблдоне и достигнув всего лишь четвёртого круга на Открытом чемпионате США, Бердых реабилитировался только осенью, выиграв за октябрь два турнира АТР — сначала в Шэньчжэне, а затем (во второй раз подряд) в Стокгольме. В промежутке между этими двумя победами он обеспечил себе шестой подряд выход в финальный турнир АТР. Там, однако, он проиграл все три своих групповых встречи, закончив сезон на шестом месте в рейтинге.

### 2016—2017
2016 год сложился для Бердыха неоднозначно. Хотя он дошёл до четвертьфинала на Открытом чемпионате Австралии и Открытом чемпионате Франции (проиграв соответственно Федереру и Джоковичу) и до полуфинала на Уимблдоне (проиграв Маррею), но затем пропустил Олимпийские игры в Рио-де-Жанейро из-за паники вокруг эпидемии лихорадки Зика, а позже ему пришлось отказаться от участия в Открытом чемпионате США из-за аппендицита. Грунтовый сезон был ознаменован для чеха первым в карьере сухим поражением — он проиграл в третьем круге Открытого чемпионата Италии 13-й ракетке мира Давиду Гоффену со счётом 0-6, 0-6, уволив после этого своего тренера Даниэля Вальверду.
Кроме того, Бердыху долго не удавалось выйти в финал ни на одном турнире — после трёх полуфиналов, включая уимблдонский, он в первый и последний раз за сезон стал финалистом на турнире в Шэньчжэне в начале октября, завоевав там титул после победы над 18-й ракеткой мира Ришаром Гаске. Однако эта победа не помогла ему избежать первого с 2010 года выбывания из первой десятки рейтинга в конце того же месяца. Выход в четвертьфинал турнира Мастерс в Париже помог ему закончить год на десятом месте, но впервые с 2009 года Бердых не сумел принять участия в итоговом турнире сезона. В ноябре 2016 года было объявлено, что у чешского игрока продолжаются проблемы с аппендиксом.
В 2017 году на счету Бердыха был только один финал — в турнире ATP 250 в Лионе (после победы над Милошем Раоничем), и к осени он опустился до 20-го места в рейтинге, самого низкого более чем за семь последних лет, закончив сезон на 19-й позиции. Серия из 64 подряд появлений на турнирах категории Мастерс была прервана в Монреале, где Бердых снялся с соревнования с травмой ребра. Среди заметных достижений сезона, помимо лионского финала, был третий за карьеру чешского игрока выход в полуфинал на Уимблдоне после победы над Джоковичем, прервавшей серию из 12 поражений подряд от этого соперника; в полуфинале Бердых проиграл Федереру. Сезон закончился для него досрочно в Пекине, где Бердых травмировал спину.

### 2018—2019
На Открытом чемпионате Австралии 2018 года в одиночном разряде Бердых, занимавший в рейтинге 20-е место, обыграл в трёх сетах в третьем круге 10-ю ракетку мира дель Потро и в седьмой раз за восемь лет дошёл до четвертьфинала, уступив там действующему и будущему чемпиону — Федереру. В апреле и мае чех не выиграл ни одного официального матча, выбыв из борьбы в первом круге в четырёх турнирах подряд, и оборвал череду поражений только в середине июня в Штутгарте, куда получил уайлд-кард. После июня он, однако, не выступал в одиночном разряде до конца сезона, повредив спину. В сентябре Бердых объявил, что думает о завершении карьеры, но в начале следующего года планирует ещё вернуться на корт.
В первую неделю нового сезона Томаш, получив уайлд-кард на турнир в Дохе, победил двух сеяных соперников и вышел в финал. Там ему противостоял Роберто Баутиста Агут, до этого обыгравший возглавляющего рейтинг Джоковича. Поединок завершился в трёх сетах в пользу более молодого испанца. Открытый чемпионат Австралии несеянный Бердых начал с победы над прошлогодним полуфиналистом Кайлом Эдмундом, а после этого в третьем круге вывел из борьбы посеянного 18-м Диего Шварцмана, но затем уступил второй ракетке мира Надалю. На турнире ATP в Монпелье Бердых дошёл до полуфинала, в четвертьфинальном матче отыграв два матч-бола. После этого он за остаток сезона выступил лишь в нескольких турнирах, нигде не выходя дальше второго раунда. В ноябре Бердых, не выступавший с момента поражения в первом круге Открытого чемпионата США, объявил о завершении игровой карьеры

## Рейтинг на конец года
| Год  | Одиночный рейтинг | Парный рейтинг |
| 2019 | 104               | —              |
| 2018 | 71                | —              |
| 2017 | 19                | 547            |
| 2016 | 10                | 209            |
| 2015 | 6                 | 199            |
| 2014 | 7                 | 193            |
| 2013 | 7                 | 174            |
| 2012 | 6                 | 102            |
| 2011 | 7                 | 102            |
| 2010 | 6                 | 140            |
| 2009 | 20                | 123            |
| 2008 | 20                | 124            |
| 2007 | 14                | 164            |
| 2006 | 13                | 75             |
| 2005 | 24                | 68             |
| 2004 | 45                | 418            |
| 2003 | 113               | 216            |
| 2002 | 398               | 1049           |
| 2001 | 1383              | 1445           |

По данным официального сайта ATP на последнюю неделю года.

## Выступления на турнирах

### Финалы турниров Большого шлема в одиночном разряде (1)

#### Поражения (1)
| №  | Год  | Турнир   | Покрытие | Соперник       | Счёт        |
| 1. | 2010 | Уимблдон | Трава    | Рафаэль Надаль | 3-6 5-7 4-6 |

### Финалы турнировATPв одиночном разряде (32)

#### Победы (13)
| Легенда                           |
| --------------------------------- |
| Турниры Большого шлема (0)*       |
| Итоговый турнир ATP (0)           |
| Мастерс (1)                       |
| АТР Gold / АТР 500 (3+1)          |
| АТР International / АТР 250 (9+1) |

| Титулы по покрытиям | Титулы по месту проведения матчей турнира |
| ------------------- | ----------------------------------------- |
| Хард (9+2)*         | Зал (6+1)                                 |
| Грунт (2)           | Зал (6+1)                                 |
| Трава (1)           | Открытый воздух (7+1)                     |
| Ковёр (1)           | Открытый воздух (7+1)                     |

* количество побед в одиночном разряде + количество побед в парном разряде.
| №   | Дата             | Турнир                | Покрытие    | Соперник в финале      | Счёт                |
| 1.  | 27 сентября 2004 | Палермо, Италия       | Грунт       | Филиппо Воландри       | 6-3 6-3             |
| 2.  | 6 ноября 2005    | Париж, Франция        | Ковёр (зал) | Иван Любичич           | 6-3 6-4 3-6 4-6 6-4 |
| 3.  | 17 июня 2007     | Халле, Германия       | Трава       | Маркос Багдатис        | 7-5 6-4             |
| 4.  | 5 октября 2008   | Токио, Япония         | Хард        | Хуан Мартин дель Потро | 6-1 6-4             |
| 5.  | 11 мая 2009      | Мюнхен, Германия      | Грунт       | Михаил Южный           | 6-4 4-6 7-6(5)      |
| 6.  | 9 октября 2011   | Пекин, Китай          | Хард        | Марин Чилич            | 3-6 6-4 6-1         |
| 7.  | 5 февраля 2012   | Монпелье, Франция     | Хард (зал)  | Гаэль Монфис           | 6-2 4-6 3-6         |
| 8.  | 21 октября 2012  | Стокгольм, Швеция     | Хард (зал)  | Жо-Вильфрид Тсонга     | 4-6 6-4 6-4         |
| 9.  | 16 февраля 2014  | Роттердам, Нидерланды | Хард (зал)  | Марин Чилич            | 6-4 6-2             |
| 10. | 19 октября 2014  | Стокгольм, Швеция (2) | Хард (зал)  | Григор Димитров        | 5-7 6-4 6-4         |
| 11. | 4 октября 2015   | Шэньчжэнь, Китай      | Хард        | Гильермо Гарсия Лопес  | 6-3 7-6(7)          |
| 12. | 25 октября 2015  | Стокгольм, Швеция (3) | Хард (зал)  | Джек Сок               | 7-6(1) 6-2          |
| 13. | 2 октября 2016   | Шэньчжэнь, Китай (2)  | Хард        | Ришар Гаске            | 7-6(5) 6-7(2) 6-3   |

#### Поражения (19)
| №   | Дата             | Турнир                | Покрытие   | Соперник в финале     | Счёт           |
| 1.  | 4 июля 2005      | Бостад, Швеция        | Грунт      | Рафаэль Надаль        | 6-2 2-6 4-6    |
| 2.  | 18 июня 2006     | Халле, Германия       | Трава      | Роджер Федерер        | 0-6 7-6(4) 2-6 |
| 3.  | 1 октября 2006   | Мумбаи, Индия         | Хард       | Дмитрий Турсунов      | 3-6 6-4 6-7(5) |
| 4.  | 7 июля 2008      | Бостад, Швеция (2)    | Грунт      | Томми Робредо         | 4-6 1-6        |
| 5.  | 4 апреля 2010    | Майами, США           | Хард       | Энди Роддик           | 5-7 4-6        |
| 6.  | 4 июля 2010      | Уимблдон              | Трава      | Рафаэль Надаль        | 3-6 5-7 4-6    |
| 7.  | 14 мая 2012      | Мадрид, Испания       | Грунт      | Роджер Федерер        | 6-3 5-7 5-7    |
| 8.  | 25 августа 2012  | Уинстон-Сейлем, США   | Хард       | Джон Изнер            | 6-3 4-6 6-7(9) |
| 9.  | 24 февраля 2013  | Марсель, Франция      | Хард (зал) | Жо-Вильфрид Тсонга    | 6-3 6-7(6) 4-6 |
| 10. | 2 марта 2013     | Дубай, ОАЭ            | Хард       | Новак Джокович        | 5-7 3-6        |
| 11. | 29 сентября 2013 | Бангкок, Таиланд      | Хард (зал) | Милош Раонич          | 6-7(4) 3-6     |
| 12. | 1 марта 2014     | Дубай, ОАЭ (2)        | Хард       | Роджер Федерер        | 6-3 4-6 3-6    |
| 13. | 4 мая 2014       | Оэйраш, Португалия    | Грунт      | Карлос Берлок         | 6-0 5-7 1-6    |
| 14. | 5 октября 2014   | Пекин, Китай          | Хард       | Новак Джокович        | 0-6 2-6        |
| 15. | 10 января 2015   | Доха, Катар           | Хард       | Давид Феррер          | 4-6 5-7        |
| 16. | 15 февраля 2015  | Роттердам, Нидерланды | Хард (зал) | Стэн Вавринка         | 6-4 3-6 4-6    |
| 17. | 19 апреля 2015   | Монте-Карло, Монако   | Грунт      | Новак Джокович        | 5-7 6-4 3-6    |
| 18. | 27 мая 2017      | Лион, Франция         | Грунт      | Жо-Вильфрид Тсонга    | 6-7(2) 5-7     |
| 19. | 5 января 2019    | Доха, Катар (2)       | Хард       | Роберто Баутиста Агут | 4-6 6-3 3-6    |

### Финалы челленджеров и фьючерсов в одиночном разряде (10)

#### Победы (8)
| Условные обозначения |
| Челленджеры (5+2)*   |
| Фьючерсы (3+1)       |

| Титулы по покрытиям | Титулы по месту проведения матчей турнира |
| ------------------- | ----------------------------------------- |
| Хард (2+1)*         | Зал (2+1)                                 |
| Грунт (5+2)         | Зал (2+1)                                 |
| Трава (0)           | Открытый воздух (6+2)                     |
| Ковёр (1)           | Открытый воздух (6+2)                     |

* количество побед в одиночном разряде + количество побед в парном разряде.
| №  | Дата             | Турнир                  | Покрытие    | Соперник в финале | Счёт        |
| 1. | 29 сентября 2002 | Тршинец, Чехия          | Грунт       | Павел Шнобель     | 6-2 6-3     |
| 2. | 17 ноября 2002   | Хротивице, Чехия        | Ковёр (зал) | Ладислав Храмоста | 6-4 6-3     |
| 3. | 4 мая 2003       | Борнмут, Великобритания | Грунт       | Питер Кларк       | 6-1 6-4     |
| 4. | 19 июля 2003     | Будаёрш, Венгрия        | Грунт       | Ивайло Трайков    | 6-2 6-3     |
| 5. | 17 августа 2003  | Грац, Австрия           | Хард        | Юлиан Ноул        | 6-4 5-7 6-2 |
| 6. | 7 марта 2004     | Безансон, Франция       | Хард (зал)  | Жюльен Беннето    | 6-3 6-1     |
| 7. | 13 июня 2004     | Вайден, Германия        | Грунт       | Янко Типсаревич   | 6-3 6-3     |
| 8. | 20 июня 2004     | Брауншвейг, Германия    | Грунт       | Даниэль Элснер    | 4-6 6-1 6-4 |

#### Поражения (2)
| №  | Дата           | Турнир                 | Покрытие    | Соперник в финале | Счёт          |
| 1. | 26 января 2003 | Глазго, Великобритания | Ковёр (зал) | Уэсли Муди        | 6-7(5) 6-7(5) |
| 2. | 22 марта 2009  | Санрайз, США           | Хард        | Робин Сёдерлинг   | 1-6 1-6       |

### Финалы турниров ATP в парном разряде (3)

#### Победы (2)
| №  | Дата            | Турнир                | Покрытие   | Партнёр          | Соперники в финале              | Счёт           |
| 1. | 18 февраля 2008 | Роттердам, Нидерланды | Хард (зал) | Дмитрий Турсунов | Филипп Кольшрайбер Михаил Южный | 7-5 3-6 [10-7] |
| 2. | 5 января 2014   | Доха, Катар           | Хард       | Ян Гайек         | Александр Пейя Бруно Соарес     | 6-2 6-4        |

#### Поражение (1)
| №  | Дата           | Турнир         | Покрытие | Партнёр        | Соперники в финале   | Счёт              |
| 1. | 9 августа 2010 | Вашингтон, США | Хард     | Радек Штепанек | Марк Ноулз Марди Фиш | 6-4 6-7(7) [7-10] |

### Финалы челленджеров и фьючерсов в парном разряде (6)

#### Победы (3)
| №  | Дата          | Турнир                        | Покрытие   | Партнёр           | Соперники в финале             | Счёт           |
| 1. | 16 марта 2003 | Сараево, Босния и Герцеговина | Хард (зал) | Ярослав Левинский | Симон Аспелин Юхан Ландсберг   | 1-6 7-6(6) 6-4 |
| 2. | 4 мая 2003    | Борнмут, Великобритания       | Грунт      | Михал Навратил    | Рафаэль Дурек Тодд Рид         | 6-3 6-2        |
| 3. | 25 мая 2003   | Прага, Чехия                  | Грунт      | Михал Навратил    | Мартин Гарсия Себастьян Прието | 6-4 3-6 6-4    |

#### Поражения (3)
| №  | Дата           | Турнир           | Покрытие   | Партнёр        | Соперники в финале                     | Счёт              |
| 1. | 8 декабря 2002 | Острава, Чехия   | Хард (зал) | Лукаш Длоуги   | Филипп Пецшнер Симон Штадлер           | 3-6 1-6           |
| 2. | 6 апреля 2003  | Рим, Италия      | Грунт      | Душан Карол    | Гергей Кишдьордь Джанкорло Петраццуоло | 6-7(2) 7-6(5) 5-7 |
| 3. | 19 июля 2003   | Будаёрш, Венгрия | Грунт      | Михал Навратил | Леонардо Адзаро Гергей Кишдьордь       | 4-6 6-4 6-7(3)    |

### Финалы командных турниров (6)

#### Победы (3)
| №  | Год  | Турнир        | Команда                      | Соперник в финале                                       | Счёт |
| -- | ---- | ------------- | ---------------------------- | ------------------------------------------------------- | ---- |
| 1. | 2012 | Кубок Хопмана | Чехия · П.Квитова, Т.Бердых  | Франция · М.Бартоли, Р.Гаске                            | 2-0  |
| 2. | 2012 | Кубок Дэвиса  | Чехия Р. Штепанек, Т. Бердых | Испания Д. Феррер, Н. Альмагро, М. Гранольерс, М. Лопес | 3-2  |
| 3. | 2013 | Кубок Дэвиса  | Чехия Р. Штепанек, Т. Бердых | Сербия И. Бозоляц, Н. Джокович, Н. Зимонич, Д. Лайович  | 3-2  |

#### Поражения (3)
| №  | Год  | Турнир                         | Команда                                       | Соперник в финале                                          | Счёт |
| 1. | 2007 | Командный Кубок мира           | Чехия · Т. Бердых, М. Дамм, Я. Гайек          | Аргентина · Х. Акасусо, А. Кальери, Х. И. Чела, С. Прието, | 1-2  |
| 2. | 2009 | Кубок Дэвиса                   | Чехия Т.Бердых, Л.Длоуги, Я.Гайек, Р.Штепанек | Испания Ф.Вердаско, Ф. Лопес, Р.Надаль, Д.Феррер           | 0-5  |
| 3. | 2012 | Power Horse World Team Cup (2) | Чехия Т.Бердых, Р.Штепанек                    | Сербия Я.Типсаревич, В.Троицки, Н.Зимонич                  | 0-3  |

## История выступлений на турнирах
| Турнир                                  | 2003           | 2004           | 2005           | 2006           | 2007           | 2008           | 2009                    | 2010                    | 2011                    | 2012                    | 2013                    | 2014                    | 2015                    | 2016                    | 2017                    | 2018                    | 2019                    | Итого  | В/П за карьеру |
| --------------------------------------- | -------------- | -------------- | -------------- | -------------- | -------------- | -------------- | ----------------------- | ----------------------- | ----------------------- | ----------------------- | ----------------------- | ----------------------- | ----------------------- | ----------------------- | ----------------------- | ----------------------- | ----------------------- | ------ | -------------- |
| Турниры Большого шлема                  |                |                |                |                |                |                |                         |                         |                         |                         |                         |                         |                         |                         |                         |                         |                         |        |                |
| Открытый чемпионат Австралии            | -              | 2Р             | 1Р             | 2Р             | 4Р             | 4Р             | 4Р                      | 2Р                      | 1/4                     | 1/4                     | 1/4                     | 1/2                     | 1/2                     | 1/4                     | 2Р                      | 1/4                     | 4Р                      | 0 / 16 | 47-16          |
| Открытый чемпионат Франции              | -              | 1Р             | 2Р             | 4Р             | 1Р             | 2Р             | 1Р                      | 1/2                     | 1Р                      | 4Р                      | 1Р                      | 1/4                     | 4Р                      | 1/4                     | 2Р                      | 1Р                      | -                       | 0 / 15 | 25-15          |
| Уимблдонский турнир                     | -              | 1Р             | 3Р             | 4Р             | 1/4            | 3Р             | 4Р                      | Ф                       | 4Р                      | 1Р                      | 1/4                     | 3Р                      | 4Р                      | 1/2                     | 1/2                     | -                       | 1Р                      | 0 / 15 | 42-15          |
| Открытый чемпионат США                  | 2Р             | 4Р             | 3Р             | 4Р             | 4Р             | 1Р             | 3Р                      | 1Р                      | 3Р                      | 1/2                     | 4Р                      | 1/4                     | 4Р                      | -                       | 2Р                      | -                       | 1Р                      | 0 / 15 | 32-15          |
| Итог                                    | 0 / 1          | 0 / 4          | 0 / 4          | 0 / 4          | 0 / 4          | 0 / 4          | 0 / 4                   | 0 / 4                   | 0 / 4                   | 0 / 4                   | 0 / 4                   | 0 / 4                   | 0 / 4                   | 0 / 3                   | 0 / 4                   | 0 / 2                   | 0 / 3                   | 0 / 61 |                |
| В/П в сезоне                            | 1-1            | 4-4            | 5-4            | 10-4           | 10-4           | 6-4            | 8-4                     | 12-4                    | 9-4                     | 12-4                    | 11-4                    | 15-4                    | 14-4                    | 13-3                    | 9-4                     | 4-2                     | 3-3                     |        | 146-61         |
| Олимпийские игры и Итоговый турнир года |                |                |                |                |                |                |                         |                         |                         |                         |                         |                         |                         |                         |                         |                         |                         |        |                |
| Итоговый турнир ATP                     | -              | -              | -              | -              | -              | -              | -                       | Группа                  | 1/2                     | Группа                  | Группа                  | Группа                  | Группа                  | -                       | -                       | -                       | -                       | 0 / 6  | 6-13           |
| Олимпийские игры                        | НП             | 1/4            | Не проводился  | Не проводился  | Не проводился  | 3Р             | Не проводился           | Не проводился           | Не проводился           | 1Р                      | Не проводился           | Не проводился           | Не проводился           | -                       | Не проводился           | Не проводился           | Не проводился           | 0 / 3  | 5-3            |
| Турниры серии Мастерс                   |                |                |                |                |                |                |                         |                         |                         |                         |                         |                         |                         |                         |                         |                         |                         |        |                |
| Индиан-Уэлс                             | -              | -              | 3Р             | 4Р             | 2Р             | 2Р             | 2Р                      | 1/4                     | 4Р                      | 4Р                      | 1/2                     | 2Р                      | 1/4                     | 4Р                      | 3Р                      | 3Р                      | 1Р                      | 0 / 15 | 22-15          |
| Майами                                  | -              | -              | 1Р             | 3Р             | 3Р             | 1/2            | 4Р                      | Ф                       | 1/4                     | 3Р                      | 1/4                     | 1/2                     | 1/2                     | 1/4                     | 1/4                     | 3Р                      | -                       | 0 / 14 | 34-13          |
| Монте-Карло                             | -              | 1Р             | 2Р             | 2Р             | 1/2            | -              | 1Р                      | 3Р                      | 3Р                      | 1/2                     | 3Р                      | 3Р                      | Ф                       | 2Р                      | 3Р                      | 1Р                      | -                       | 0 / 14 | 20-14          |
| Мадрид                                  | -              | 1Р             | 1Р             | 1/2            | 2Р             | 2Р             | 2Р                      | -                       | 1/4                     | Ф                       | 1/2                     | 1/4                     | 1/2                     | 1/4                     | 3Р                      | 1Р                      | -                       | 0 / 14 | 23-14          |
| Рим                                     | -              | -              | 1Р             | 3Р             | 1/4            | -              | 1Р                      | 2Р                      | 1/4                     | 1/4                     | 1/2                     | 3Р                      | 1/4                     | 3Р                      | 3Р                      | 1Р                      | -                       | 0 / 13 | 19-13          |
| Монреаль / Торонто                      | -              | -              | 2Р             | 1/4            | 1Р             | 2Р             | 1Р                      | 1/4                     | 1/4                     | 3Р                      | 3Р                      | 3Р                      | 2Р                      | 1/4                     | -                       | -                       | -                       | 0 / 12 | 14-12          |
| Цинциннати                              | -              | -              | 2Р             | 1Р             | 3Р             | 2Р             | 1/4                     | 3Р                      | 1/2                     | 3Р                      | 1/2                     | 2Р                      | 1/4                     | 3Р                      | 1Р                      | -                       | -                       | 0 / 13 | 18-13          |
| Шанхай                                  | Не проводился. | Не проводился. | Не проводился. | Не проводился. | Не проводился. | Не проводился. | 3Р                      | 3Р                      | 3Р                      | 1/2                     | 3Р                      | 1/4                     | 1/4                     | 2Р                      | -                       | -                       | -                       | 0 / 8  | 12-8           |
| Париж                                   | -              | -              | П              | 1/4            | 3Р             | 3Р             | 2Р                      | 3Р                      | 1/2                     | 1/4                     | 1/4                     | 1/2                     | 1/4                     | 1/4                     | -                       | -                       | -                       | 1 / 12 | 27-11          |
| Гамбург                                 | -              | -              | 2Р             | 1Р             | 2Р             | 2Р             | Не турнир серии Мастерс | Не турнир серии Мастерс | Не турнир серии Мастерс | Не турнир серии Мастерс | Не турнир серии Мастерс | Не турнир серии Мастерс | Не турнир серии Мастерс | Не турнир серии Мастерс | Не турнир серии Мастерс | Не турнир серии Мастерс | Не турнир серии Мастерс | 0 / 4  | 2-4            |
| Статистика за карьеру                   |                |                |                |                |                |                |                         |                         |                         |                         |                         |                         |                         |                         |                         |                         |                         |        |                |
| Проведено финалов                       | 0              | 1              | 2              | 2              | 1              | 2              | 1                       | 2                       | 1                       | 4                       | 3                       | 5                       | 5                       | 1                       | 1                       | 0                       | 1                       |        | 32             |
| Выиграно турниров АТП                   | 0              | 1              | 1              | 0              | 1              | 1              | 1                       | 0                       | 1                       | 2                       | 0                       | 2                       | 2                       | 1                       | 0                       | 0                       | 0                       |        | 13             |
| В/П: всего                              | 2-2            | 16-15          | 34-29          | 48-24          | 46-24          | 35-22          | 36-26                   | 45-26                   | 53-23                   | 61-23                   | 54-25                   | 55-22                   | 57-22                   | 39-20                   | 35-18                   | 11-11                   | 13-9                    |        | 640-342        |
| Σ % побед                               | 50 %           | 52 %           | 54 %           | 67 %           | 66 %           | 61 %           | 58 %                    | 63 %                    | 70 %                    | 73 %                    | 68 %                    | 71 %                    | 72 %                    | 66 %                    | 67 %                    | 50 %                    | 59 %                    |        | 65 %           |